# Papilomavirusul uman
Virusul papiloma uman (HPV = human papillomavirus) sau Infecția cu papilomavirus uman este cauzată de un virus ADN din familia Papillomaviridae. Multe infecții cu HPV nu provoacă simptome și 90% se rezolvă spontan în doi ani. În unele cazuri, o infecție cu HPV persistă și are ca rezultat fie veruci, fie leziuni precanceroase. Aceste leziuni, în funcție de locul afectat, cresc riscul de cancer al colului uterin, vulvei, vaginului, penisului, anusului, gurii, amigdalelor sau gâtului. Aproape toate cancerele de col uterin se datorează HPV, iar două tulpini – HPV16 și HPV18 – reprezintă 70% din toate cazurile. HPV16 este responsabil pentru aproape 90% din cancerele orofaringiene HPV-pozitive. Între 60% și 90% dintre celelalte tipuri de cancer enumerate mai sus sunt, de asemenea, legate de HPV. HPV6 și HPV11 sunt cauze comune ale verucilor genitale și papilomatozei laringiene.
Caile de transmitere sunt contactul direct (sexual) si indirect (sex oral, toalete publice).
Aproximativ 130 de tipuri de HPV au fost identificate. Unele tipuri de HPV pot cauza negi, dar aceste tipuri nu pot cauza cancer. Alte tipuri pot cauza cancer, dar aceste tipuri nu pot cauza negi. Alte tipuri nu produc simptome și sunt nevătămătoare. Majoritatea oamenilor infectați cu HPV nu știu că sunt infectați.
HPV afectează doar oamenii.
HPV este cea mai comună infecție transmisă pe cale sexuală la nivel global. Majoritatea oamenilor sunt infectați cu ea la un anumit moment din viață. În 2018 se estimau 569.000 de cazuri noi, și 311.000 de decese cauzate de cancer cervical la nivel mondial. Circa 85% din acestea au survenit în țările mai slab dezvoltate, cu venituri medii și mici per capita.
Vaccinurile HPV pot preveni cele mai comune tipuri de infecții. Pentru a fi cel mai eficient, inocularea ar trebui să aibă loc înainte de începerea activității sexuale și, prin urmare, este recomandată între 9-13 ani. Screeningul cancerului de col uterin, cum ar fi testul Papanicolaou („test Papanicolau”), sau examinarea colului uterin după aplicarea acidului acetic, poate detecta atât cancerul precoce, cât și celulele anormale care se pot transforma în cancer. Screening-ul permite un tratament precoce care are ca rezultat rezultate mai bune.[1] Screening-ul a redus atât numărul de cazuri, cât și numărul de decese din cauza cancerului de col uterin. Negii genitali pot fi îndepărtați prin congelare.
Aproape fiecare persoană activă sexual este infectată cu HPV la un moment dat în viața lor. HPV este cea mai frecventă infecție cu transmitere sexuală (ITS), la nivel global. HPV-urile cu risc ridicat cauzează aproximativ 5% din toate tipurile de cancer la nivel mondial, aproximativ 570.000 de femei și 60.000 de bărbați suferă de un cancer asociat cu HPV în fiecare an. În Statele Unite, aproximativ 36.000 de cazuri de cancer din cauza HPV apar în fiecare an. Cancerul de col uterin este printre cele mai frecvente tipuri de cancer la nivel mondial, provocând aproximativ 604.000 de cazuri noi și 342.000 de decese în 2020. Aproximativ 90% dintre aceste noi cazuri și decese de cancer de col uterin au avut loc în țări cu venituri mici și medii. Aproximativ 1% dintre adulții activi sexual au veruci genitale. Cazuri de veruci cutanate au fost descrise încă de pe vremea Greciei antice, dar că acestea au fost cauzate de un virus nu a fost stabilit până în 1907.